# Gewone blauwtongskink
De gewone blauwtongskink (Tiliqua scincoides) is een hagedis uit de familie skinken (Scincidae).

## Naam
De Nederlandse naam Australische blauwtongskink wordt ook wel gebruikt maar is enigszins verwarrend omdat bijna alle blauwtongskinken in Australië leven. Samen met de pijnappelskink (Tiliqua rugosa) is het de bekendste soort uit het geslacht Tiliqua. De soort werd voor het eerst wetenschappelijk beschreven door John White in 1790. Oorspronkelijk werd de naam Lacerta scincoides gebruikt.

## Verspreiding en habitat
Deze soort komt voor in noorden, oosten en zuidoosten van Australië en op enkele eilanden van Indonesië. De skink kan worden aangetroffen in uiteenlopende habitats, van savannen tot bosranden en zandduinen en rotsen op hellingen. Ook in door de mens aangepaste streken zoals tuinen en parken is de skink te vinden. De habitat is bij voorkeur droog en bevat open plekken en vegetatie en stenen waar de hagedis onder kan kruipen als de temperatuur te hoog wordt.

## Uiterlijke kenmerken
De gewone blauwtongskink bereikt een kopromplengte van 30 tot 32 centimeter, de staart is relatief lang en dik in vergelijking met andere blauwtongskinken. Inclusief de staart kan de skink meer dan vijftig centimeter lang worden. De soort is daarnaast te herkennen aan de verhoudingsgewijs enorme kop, grote en brede maar vrij korte staart en de meestal rode ogen.
De basiskleur is variabel en is groenbruin tot grijs, de onderzijde is lichter. De meeste exemplaren hebben een duidelijk gebandeerd lichaam, de banden zijn breed en donker van kleur. Tussen de nek en de staartbasis zijn zes tot negen banden aanwezig, op de staart zijn zeven tot tien banden te zien. Bij de ondersoort Tiliqua scincoides intermedia gaan deze banden op de rugzijde over in een vlekpatroon. De schubben op het lichaam zijn glad en overlappen elkaar, ze doen enigszins denken aan de schubbenhuid van vissen
De frontale schub raakt altijd twee supraoculairschubben aan de bovenzijde van de kop. Meestal heeft de kop direct achter het oog een dubbele zwarte vlek, maar deze kunnen ook vergroeid zijn tot een streep.

### Onderscheid met andere soorten
De gewone blauwtongskink heeft een duidelijke bandering terwijl deze bij de gevlekte blauwtongskink (T. nigrolutea) juist meestal afwezig is. Deze laatste soort blijft daarnaast ook kleiner. Meestal is het verschil met de westelijke blauwtongskink (T. occipitalis) al moeilijker te zien, hoewel deze soort wat meer geelachtige kleuren heeft. De reuzenblauwtongskink (Tiliqua gigas) heeft licht gekielde schubben op de rug, dit wil zeggen dat ze een opstaand midden hebben.

## Levenswijze

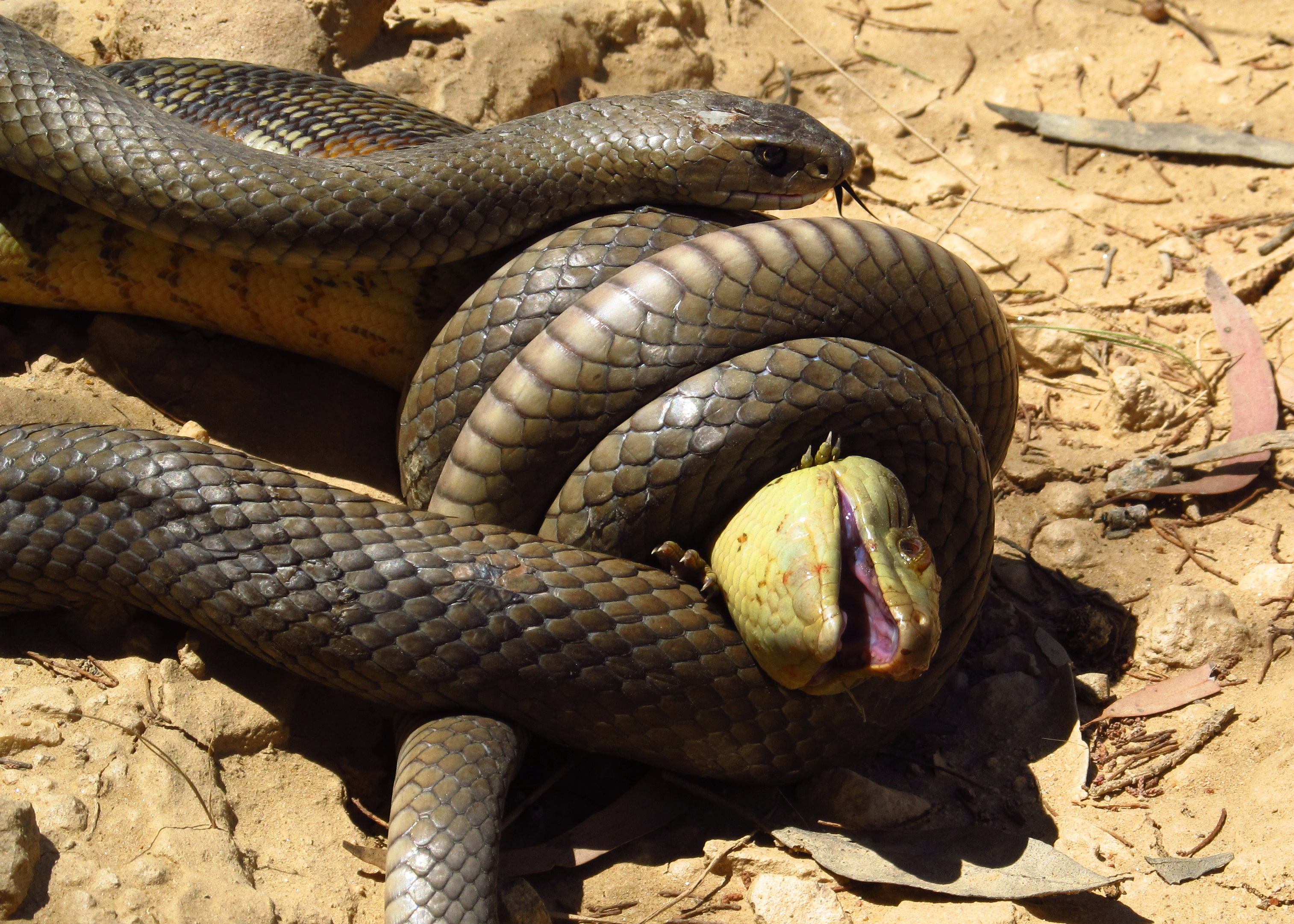
Een exemplaar is ten prooi gevallen aan de slang Pseudonaja textilis.

De gewone blauwtongskink eet met name plantaardig materiaal als fruit en bessen, maar ook ongewervelden zoals insecten en kleine gewervelden zoals reptielen staan op het menu.
Vijanden zijn voornamelijk roofvogels en slangen. Bij bedreiging spert de skink zijn bek open en laat zijn felblauw gekleurde tong zien waarbij hevige sissende geluiden worden gemaakt. Deze combinatie schrikt de meeste belagers af. De skink kan ook stevig bijten, maar heeft geen scherpe tanden. Als het dier wordt opgepakt kan het de staart afwerpen, dit wordt wel caudale autotomie genoemd. De staart groeit na verloop van tijd weer aan.
Vermoed wordt dat de gekleurde banden op het lichaam en de staart van de skink ook ter verdediging dienen. Een vergelijkbaar kleurpatroon komt namelijk ook voor voor bij de zeer giftige doodsadder (Acanthophis antarcticus), een slang uit de koraalslangenfamilie. Hierdoor zien sommige vijanden de skink aan voor de giftige slang.

## Voortplanting en ontwikkeling
Het zijn territoriale dieren, die hun territorium fel verdedigen. Beide partners achtervolgen elkaar kort, waarna het mannetje zijn partner in de nek bijt en met haar paart. De Australische blauwtongskink is eierlevendbarend, de jonge dieren komen direct ter wereld. Een worp bestaat meestal uit 10 tot 15 jongen, na een draagtijd van ongeveer 150 dagen.
De jongen zijn direct zelfstandig en zijn na 3 jaar geslachtsrijp. De gewone blauwtongskink kan in gevangenschap een leeftijd van meer dan veertien jaar bereiken.

## Ondersoorten
Er zijn drie ondersoorten waarvan Tiliqua scincoides scincoides de meest algemene ondersoort is en de noordelijke blauwtongskink (Tiliqua scincoides intermedia) is de grootste ondersoort. Deze vorm geniet ook de grootste bekendheid omdat deze het vaakst opduikt in de handel in exotische dieren. Vrij recentelijk – in 2000 – is de derde ondersoort erkend; Tiliqua scincoides chimaerea. Deze laatste ondersoort leeft op het geïsoleerde eiland Tanimbar en de Babareilanden.
| Naam                                                       | Auteur         | Verspreidingsgebied                         |
| ---------------------------------------------------------- | -------------- | ------------------------------------------- |
| Tiliqua scincoides chimaerea                               | Shea, 2000     | Indonesië (Babareilanden, Tanimbareilanden) |
| Noordelijke blauwtongskink (Tiliqua scincoides intermedia) | Mitchell, 1955 | Noordelijk Australië                        |
| Tiliqua scincoides scincoides                              | White, 1790    | Zuidelijk en oostelijk Australië            |